# ニューレイヴ
ニューレイヴ(英: New Rave)とは、ロック音楽のスタイルのひとつであり、またムーヴメントの呼称でもある。ダンス・ミュージックの細分類とも捉えられ、エレクトロニカの範疇で語られることもある。
同時期のニュー・ウェイヴリバイバルからの流れを受け継ぐ形で登場し、2000年代後半から頻繁に音楽業界で流行した言葉/ジャンルである。そのネーミングはクラクソンズによって付けられた。

## 概要

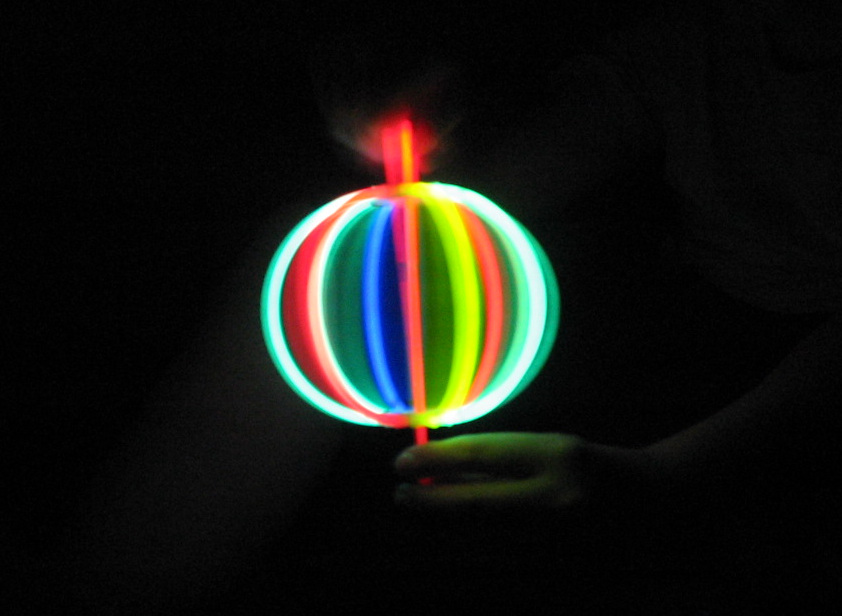
ニューレイヴの象徴である蛍光グッズ

2000年代前半、ロックシーンはポスト・パンク・リバイバル/ニュー・ウェイヴ・リバイバルが起こり1980年代の音楽に対する再評価を進めたが、とりわけシンセポップ系ニューウェーヴバンドへのリスペクトが高まり、ブロック・パーティーやザ・キラーズを代表格にインディーロックにダンス・ミュージックを導入するバンドが台頭した。これはエレクトロクラッシュという地下ブームとも連動し、クラブ・シーンとロック・シーンのクロスオーバーが盛んになった。ネオ・リベラリズムのマーガレットサッチャーが制定した、クリミナル・ジャスティス法への反対デモ(1994）には、「10万人」もの参加者があった。
こうした流れの中で登場したのがクラクソンズである。彼らは自らの音楽を、「ニュー・ウェイヴ」と「レイヴ」をもじった造語として「ニューレイヴ」と名付けた。この言葉は当初、単なるクラクソンズによる「内輪のダジャレ」として使われていたが、やがてクラクソンズが（ニューレイヴという言葉とは無関係に、純粋にその実力で）ロック・シーンにおいて頭角を現すようになると、「ニューレイヴ」はメディアを通じて大々的に喧伝され、「ニューウェーヴの進化系」「次なる潮流」として持て囃された。時を同じくして多くの近似バンドがデビューを飾ったこともあり、ニューレイヴは2007年から2008年にかけてブームになった。

## 詳細
ニューレイヴは内実を伴わないでっち上げのブームとする見方もある。しかしながら、音楽シーン全体で見ると、1980年代後半のマッドチェスター〜1990年代後半のビッグ・ビートに象徴されるように、実は10年周期で「ダンスとロックの融合」ムーヴメントは定期発生を繰り返しており、この側面でみた場合、2000年代後半のダンスとロックのクロスオーバー・ブームを言い表す呼称がニューレイヴのそれ自体であるという意見もある。そのようにニューレイヴとして大きく括られてしまったものには、ダンス・パンクやディスコ・パンク、単純にダンス・ロックと呼ばれるもの、エレクトロクラッシュ、ニュー・ウェイヴ・リバイバル、シンセポップ、エレクトロ・ポップ、エモ、スクリーモなど、多種多様なジャンル、シーン、ムーブメントがあった。

## 批判
オリジナルのレイヴの実際の音と「ニューレイヴ」と呼ばれた大多数のバンドの音は、いくつかの典型的なアナログ・シンセラインを有する点においてかろうじて識別可能であるものの、両者の関連性は薄かった。加えて安易なメディアによっては、単に同時期に台頭したというそれだけで「電子音楽系は皆ニューレイヴ」として扱っていた感は否めない。すなわち、ブラジルのCSS、あるいはオーストラリアのペンデュラムなどの海外勢に対してや、あるいはジャスティスやボーイズ・ノイズといった、DJスタイルのミュージシャンに対しても一様にニューレイヴ・バンドとして扱う傾向があった。
オリジナル・レイヴのプロディジーは、このニューレイヴに対して、「プレスが意図的に仕掛けたブームであり、レイヴ・カルチャーとの関連はまるでない。くしゃみをしたら吹き飛んでしまうような軽いシーンだよ。」
とコメントし、1980年代末〜1990年代を架け橋するサブ・カルチャーとしての背景を持つオリジナル・レイヴに比べ、ニューレイヴはムーブメントに属するミュージシャンを支える土壌がない、言わば「砂上の楼閣」であると断じた。
しかしながら、「このシーン中でもクラクソンズは本物。本当にいいレコードを作ったのに、それをプレスにさんざんネタに使われた」とも述べている。
実際、当のクラクソンズ自身も、ニューレイヴはジャンルとは関係がないと公に発言し、「手に負えなくなった冗談」と総括して自ら決別宣言を出した。
結局のところ、実態としてのニューレイヴは、メディアによって1人歩きを始めたバブル経済的なものであり、1990年代に日本の音楽誌上で流行った「デジタルロック」と同種の流行語とみることもできる。
ニューレイヴは広義の意味で "2000年代に世界各地で偶発的に起こった複数の「エレクトロニック・ミュージックとロックのクロスオーバー」ムーブメントを2007年頃に大雑把にまとめたものの名称、ムーブメント名" と言うことができ、また狭義の意味では "クラクソンズと、その周辺の音楽的に極めて類似性の高いバンドを指すジャンル名" と説明することができる。
ジャスティスやデジタリズムといった新世代エレクトロ勢の世界的台頭とニューレイヴ勢の交流は盛んであり、2000年代後半のブリットポップ再評価と同様に、即座に軽薄なムーヴメントだと認定するには早計であるとも言える。後年、2000年代を隆盛したダンスとロックのクロスオーバー・ムーヴメントとしてこのニューレイヴが回顧されるであろうことだけは確かである。
日本においては、BOOM BOOM SATELLITESなどが、ニューレイヴからの影響を公言していた（本国イギリスとはブームの流布に時間差があり、その間に解釈が若干異なったという点はある）。

## 音楽スタイルとファッション
ニューレイヴの音楽性は、オリジナルのレイヴで流行した音楽（マンチェスター・サウンドやアシッド・ハウス）に似ているものの、後年のビッグ・ビートやダフト・パンクからの影響の方が色濃く、レイヴのリバイバルというよりは、単純に「エレクトロニック・ミュージックを全面に取り入れたインディー・ロック」と考えるべきである。
しかし敢えて、「ニューレイヴ」として特徴付けるとすれば、DJスタイルではなくバンド・スタイルである点、サイケデリックな視覚効果を重視している点、多幸感のあるトリップ感覚をダンサブルなバンド・サウンドによって実践しようとする点、などが挙げられるであろう。
ニューレイヴで語られるバンドは、トランス系のパーティーからの影響も強く、非常に明るい蛍光色を好んだファッションを特徴としている。ナイロン生地のマウンテン・パーカやナイキやアディダス等のハイカット・スニーカーなど、カラフルなカジュアル系スポーツウェアを着こなす者が多い。ワンポイントのアイテムとして、ケミカルライト（グロースティック、サイリウム、ルミカとも呼ぶ）を手首に装着したり、点滅するコンパクト・ネオンをかざすことも多い。実際のところニューレイヴのカテゴライズは、シーンの多少曖昧な音の基準よりも、このカラフルなファッション・イメージによる方が多いともされる。

## 主なミュージシャン

### ロック・バンド
- クラクソンズ
- サンシャイン・アンダーグラウンド
- レイト・オブ・ザ・ピア
- ハドーケン!
- CSS
- エンター・シカリ
- ペンデュラム
- ホット・チップ
- ボンヂ・ド・ホレ
- ネオン・ネオン
- シットディスコ
- ニュー・ヤング・ポニー・クラブ
- メトロノミー
- フレンドリー・ファイアーズ
- ザ・ウィップ
- ザ・ティン・ティンズ
- MGMT
- ザ・ゴシップ
- ヤング・パンクス
- ヴァン・シー

### ダンス・ユニット
- ジャスティス
- デジタリズム
- シミアン・モバイル・ディスコ
- ソウルワックス
- ヴィタリック
- ボーイズ・ノイズ
- オートクラッツ
- スパンク・ロック
- ブラカ・ソム・システマ
- ディプロ
- ザ・シューズ
- クリスタル・キャッスルズ
- LCDサウンドシステム

他多数

### 日本のミュージシャン
- BOOM BOOM SATELLITES - ニューレイヴからの影響を公言
- DOPING PANDA - ニューレイヴからの影響を公言
- 大沢伸一